# Aminata Touré (femme politique sénégalaise)
Pour les articles homonymes, voir Aminata Touré et Touré.
Aminata Touré (), née le 12 octobre 1962 à Dakar, est une femme d'État sénégalaise. Militante pour les droits de l'homme et fonctionnaire à l'ONU, elle est ministre de la Justice de 2012 à 2013, Première ministre de 2013 à 2014 et présidente du Conseil économique, social et environnemental de 2019 à 2020.
Depuis le 26 août 2024, elle est la haute-représentante du président de la République Bassirou Diomaye Faye.

## Biographie

### Formation
Fille d'un médecin et d'une sage-femme, Aminata Touré passe sa scolarité à Tambacounda (où son père est affecté) puis suit sa sixième au lycée Gaston-Berger de Kaolack. En 1981, elle est lauréate du concours général en économie et bachelière en série B, au lycée Van Vollenhoven de Dakar. Elle étudie ensuite en France et obtient une maîtrise d'économie à Dijon, un DESS de gestion des entreprises à Aix-en-Provence et un PhD en management international à l'International School of Management (ISM), Paris ,.
Elle commence sa carrière professionnelle en 1988, au sein de la compagnie des transports publics de Dakar, la SOTRAC, dont elle dirige le département marketing et communication.

### Débuts politiques
Militante depuis l'âge de 14 ans, Aminata Touré est active dans les milieux universitaires français de gauche et membre de la Ligue communiste des travailleurs (LCT), futur Mouvement pour le socialisme et l'unité (MSU). Lors de la campagne électorale de 1993, elle est la première Sénégalaise directrice de campagne pour le compte de Landing Savané dont elle rejoint le parti l'année suivante. 

### Engagement humanitaire
Aminata Touré devient ensuite directrice des programmes de l’Association sénégalaise pour le bien-être familial[Quand ?]. À partir de 1995, elle travaille pour le Fonds des Nations unies pour la population (FNUAP), d'abord comme conseillère technique principale au ministère de la Famille et de l'Action sociale du Burkina Faso puis en qualité de conseillère régionale du FNUAP pour les pays africains francophones et coordinatrice du programme « genre et VIH » en Afrique de l’Ouest pour le bureau régional du Fonds des Nations unies pour la Femme. Elle encourage notamment la planification familiale et la santé de la reproduction. En 2003, elle est nommée à New York directrice du département droit humain du FNUAP.

### Relations avec Macky Sall
Aminata Touré quitte le New Jersey en 2010 pour devenir directrice du cabinet de Macky Sall, président de l'Alliance pour la République, et participer l'année suivante à l'écriture du programme de Sall pour la campagne électorale présidentielle de 2012. 
Elle succède à Cheikh Tidiane Sy comme ministre de la Justice dans le gouvernement Mbaye avec pour mission de réformer le système judiciaire en réduisant les délais, en rapprochant les tribunaux des citoyens et en élargissant la représentativité du Conseil constitutionnel. Durant ses premiers mois d'exercice, elle met en œuvre la lutte contre la corruption voulue par Sall à travers les audits de la politique de l'ancienne présidence et des anciens responsables du régime wadiste, dont le fils de l'ex-président, Karim Wade. 
Son patrimoine, composé de deux immeubles au Sénégal et un autre aux États-Unis, est estimé à 777 millions de francs CFA. 

### Première ministre
Aminata Touré est nommée Première ministre le 1er septembre 2013 et forme son gouvernement dès le lendemain. 
Elle est limogée le 4 juillet 2014 après sa défaite contre Khalifa Sall aux élections municipales dans sa circonscription de Dakar,. Mohamed Dionne, ancien fonctionnaire des Nations unies, lui succède le 6 juillet.

### Après la primature
En février 2015, elle est nommée par Macky Sall au poste d’envoyée spéciale du président de la République, pour toute sorte de missions nationales et internationales.
En mai 2019, le président Sall la nomme présidente du Conseil économique, social et environnemental. Ce poste fait d'Aminata Touré le troisième personnage de l'État. Elle est limogée en octobre 2020, en même temps que le gouvernement, et est remplacée par Idrissa Seck,.
Aminata Touré est la tête de liste de la coalition Benno Bokk Yakaar (BBY), coalition qui soutient le président Sall, lors des élections législatives de juillet 2022. Elle mène la coalition à la majorité avec 82 voix sur 165, néanmoins cette majorité est bien plus faible qu'à la législature précédente où BBY avait 125 sièges. Touré est candidate à la présidence de l'Assemblée nationale mais le président Sall lui préfère Amadou Mame Diop, un député peu connu, et ce dernier est élu le 12 septembre 2022. Aminata Touré quitte l'Assemblée avant le vote et dénonce le choix d'Amadou Mame Diop qui serait régi par les « liens familiaux » entre le président Sall, et plus précisément sa femme Marième Faye Sall, et Diop,. Peu après, Touré fait état publiquement de tentatives de « neutralisation physique » à son encontre envisagées dans l'« entourage » de Macky Sall et de sa femme. Le 25 septembre, elle annonce quitter le groupe parlementaire BBY à l'Assemblée et siéger comme non-inscrite. Elle s'exprime aussi clairement contre la possibilité d'une modification de la constitution pour permettre à Macky Sall de briguer un troisième mandat. Elle annonce alors envisager sa candidature à l'élection présidentielle prévue pour 2024. En janvier 2023, elle est déchue de son mandat de député pour avoir quitté le parti sous les couleurs duquel elle a été élue (article 60 de la constitution du Sénégal). Sa déchéance est votée par le bureau de l'Assemblée nationale à la demande de l'APR, le parti du président Sall. 
En janvier 2024, Aminata Touré est arrêtée à Dakar par la gendarmerie alors qu'elle participait à une manifestation de l'opposition.
Depuis le 26 août 2024, Aminata Touré est la haute-représentante du président de la République du Sénégal, Bassirou Diomaye Faye.

## Vie familiale
Aminata Touré a trois enfants ; elle est divorcée d'Oumar Sarr, ministre sous Abdoulaye Wade. Leur fille Dior Sarr est diplômée de l'université Yale (États-Unis). Aminata Touré est actuellement mariée à Oumar Coulibaly, un entrepreneur.